# Rossmoosalm
Die Rossmoosalm ist eine 169 Hektar große Alm in der Gemeinde Bad Goisern im österreichischen Bundesland Oberösterreich. Die im Besitz der Österreichischen Bundesforste befindliche Alm liegt östlich des Predigstuhls, im Westteil des Toten Gebirges, in einer Seehöhe von 1100 m ü. A. Die Rossmoosalm ist eine Servitutsalm mit 12 berechtigten Almbauern. Auf einer Weidefläche von 7 Hektar werden etwa 5 Rinder behirtet. Zur Alm führt eine nicht öffentliche Forststraße.

## Wanderwege
- Über die Zwerchwand (Felssturz) zur Hütteneckalm